# Zvezdne steze 5: Končna meja
Zvezdne steze V: Končna meja (izvirno angleško Star Trek V: The Final Frontier) je peti film priljubljene znanstvenofantastične televizijske serije Zvezdne steze, ki ga je leta 1989 izdelalo filmsko podjetje Paramount Pictures. Okrajšavi, ki se uporabljata sta ST5:TFF ali TFF. Film je režiral William Shatner, potem ko je prejšnja dva filma režiral njegov soigralec Leonard Nimoy. Shatner je tudi avtor prvotne zgodbe za ta film.